# Ray Norris
Ray Norris est un astrophysicien et communicateur scientifique, basé au Commonwealth Scientific and Industrial Research Organisation (CSIRO) de l'Australia Telescope National Facility et à l'université occidentale de Sydney, et mène des recherches en astrophysique et en astronomie aborigène.

## Jeunesse
Ray Norris est né à Londres et a grandi à Brookmans Park, dans le Hertfordshire, en 1953. Il a fréquenté St. Albans School (en) puis est allé à l'université de Cambridge, où il a obtenu un diplôme avec mention en physique théorique.
Il rejoint ensuite l'Observatoire de Jodrell Bank de l'université de Manchester où il obtient son doctorat en radioastronomie en 1978, en travaillant sur les masers astrophysiques. Parallèlement, il commence à s'intéresser à l'archéoastronomie de Stonehenge et d'autres observatoires mégalithiques, rejoint un groupe d'étudiants dirigé par Clive Ruggles (en) et passe plusieurs années à étudier les cercles de pierres des îles britanniques.

## Carrière
Il s'est installé en Australie en 1983 pour travailler pour le Commonwealth Scientific and Industrial Research Organisation de l'Australia Telescope National Facility. Il a été nommé directeur de l'astrophysique en 1994, puis directeur adjoint en 2000. En 2001, il a dirigé la candidature réussie de l'astronomie australienne dans le cadre du programme Major National Research Facilities du gouvernement fédéral australien. En 2005, il a démissionné de ses postes de direction pour revenir à ses recherches. En 2013, il a pris sa retraite du CSIRO, mais a été nommé membre honoraire du CSIRO. En 2015, il a été nommé professeur de recherche à l'université occidentale de Sydney.

## Écriture
En 2011, Norris a publié son premier roman, Graven Images.

## Astronomie aborigène
Norris est bien connu pour ses travaux sur l'astronomie aborigène, et était professeur adjoint au département d'études autochtones de l'université Macquarie. Son travail a été présenté dans de nombreux programmes de radio et de télévision, notamment Message Stick d'ABC TV, et The First Astronomers d'ABC Radio National. En août 2009, il a participé à un spectacle en duo The First Astronomers avec l'aîné Wardaman Bill Yidumduma Harney (en) au festival de Darwin,. En 2009, il a publié le livre Emu Dreaming avec sa femme, Priscilla Norris.

## Astrophysique
De 2000 à 2005, Norris a dirigé le projet Australia Telescope Large Area Survey (ATLAS), visant à imager les radiogalaxies et les galaxies formatrices d'étoiles les plus faibles de l'Univers, afin de comprendre comment elles se forment et évoluent.
En 2009, il a dirigé une équipe qui a proposé le projet EMU (en), opérant sur l'Australian Square Kilometre Array Pathfinder pour étudier le ciel aux longueurs d'onde radio, et a dirigé le projet EMU jusqu'à sa démission en 2020. Il fait également des recherches sur la cosmologie et l'énergie noire.
En 2020, il a dirigé une équipe qui a découvert des cercles d'émission radio jusqu'alors inconnus dans le ciel, qu'ils ont appelés « cercles radio étranges ».

## Sources
- (en) « Ray Norris », sur atnf.csiro.au (consulté le 3 novembre 2024)
- « http://science.uniserve.edu.au/faces/norris/norris.html »(Archive.org • Wikiwix • Archive.is • Google • Que faire ?)
- (en) « Aboriginal Astronomy: About », sur emudreaming.com (consulté le 3 novembre 2024)
- (en) R.P. Norris et D.W. Hamacher, The Astronomy of Aboriginal Australia, Cambridge University Press, 2009 (lire en ligne), p. 39-47
- (en) Ray Norris et CIlla Norris, Emu Dreaming (ISBN 978-0-9806570-0-5)
- « https://www.abc.net.au/tv/messagestick/stories/s2730570.htm »(Archive.org • Wikiwix • Archive.is • Google • Que faire ?)
- (en) « The First Astronomers », sur abc.net.au (consulté le 3 novembre 2024)
- « http://www.riaus.org.au/science/people/space_time_astronomy/ray_norris.jsp »(Archive.org • Wikiwix • Archive.is • Google • Que faire ?)